# Stracilla
Stracilla é um gênero de traça pertencente à família Arctiidae.